# Dalekohled

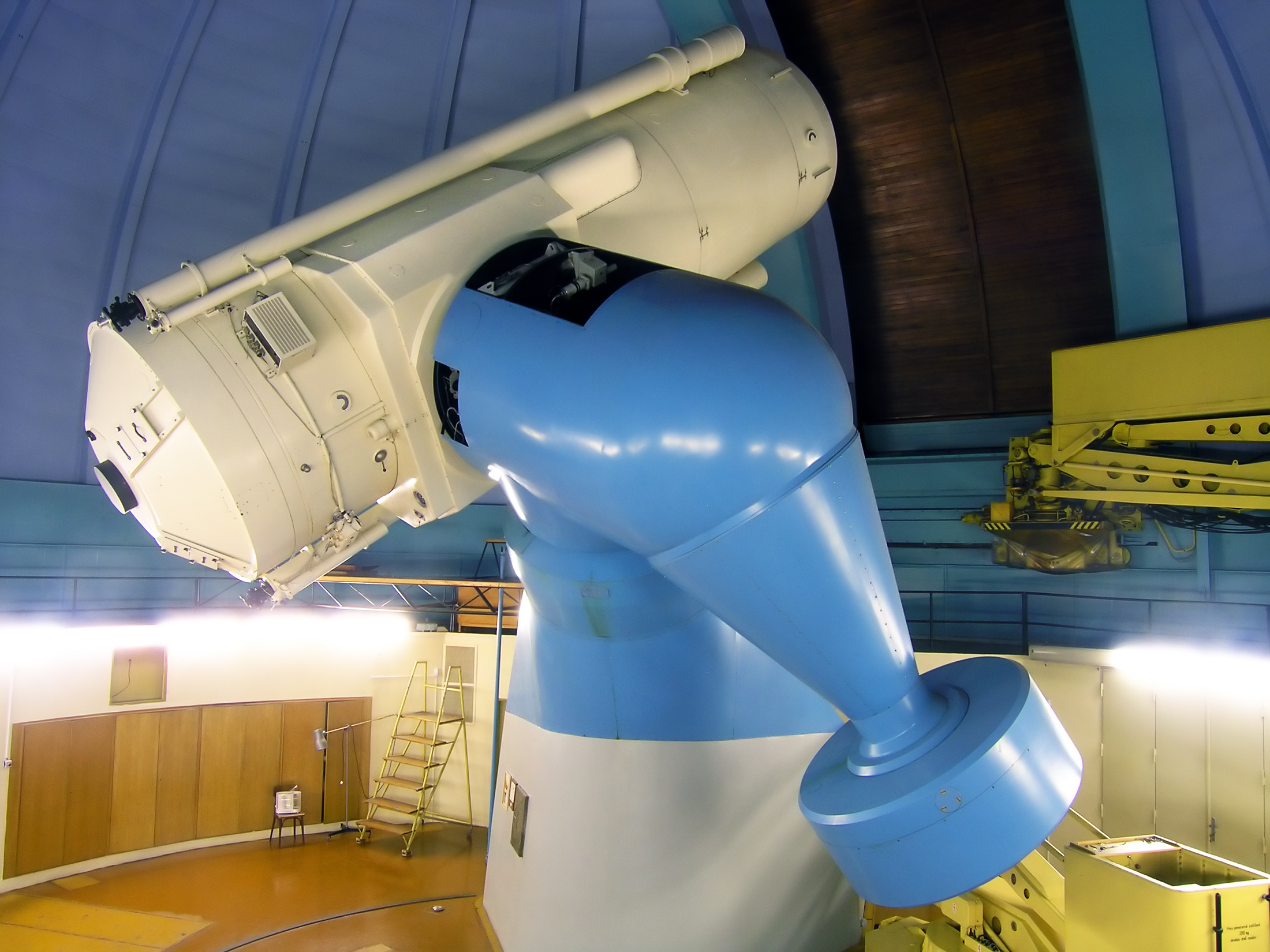
Perkův dalekohled. Zrcadlový dalekohled hvězdárny v Ondřejově.

Optický dalekohled či teleskop[zdroj⁠?!] je přístroj k optickému přiblížení pomocí dvou soustav čoček nebo zrcadel: objektivu a okuláru, jímž se obraz pozoruje.
Hlavními parametry optických dalekohledů jsou světelnost a zvětšení. Opticky účinná plocha objektivu (apertura) určuje světelnost dalekohledu a poměr ohniskových vzdáleností objektivu a okuláru jeho zvětšení.
Slovo teleskop pochází z řečtiny. τῆλε – téle znamená daleko a σκοπεῖν – skopein znamená hledět. τηλεσκόπος – teleskopos je tedy daleko-hled.

## Dělení dalekohledů
Podle konstrukce objektivu se optické dalekohledy dělí na
- refraktory, jejichž objektiv je tvořen čočkou nebo soustavou čoček,
- reflektory, jejichž objektiv je tvořen zrcadlem.

Podle konstrukce přenosné dalekohledy:
- monokuláry – menší dalekohledy pro pozorování jedním okem
- binokuláry – pro pozorování oběma očima

Podle hlavního určení se rozlišují
- dalekohledy astronomické
- dalekohledy pozemní (terestrické) včetně zaměřovacích a geodetických
- divadelní kukátka
- triedry a další.

## Vývoj dalekohledů

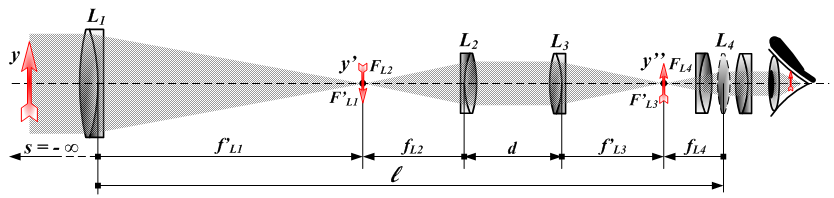
Optické schéma námořního dalekohledu

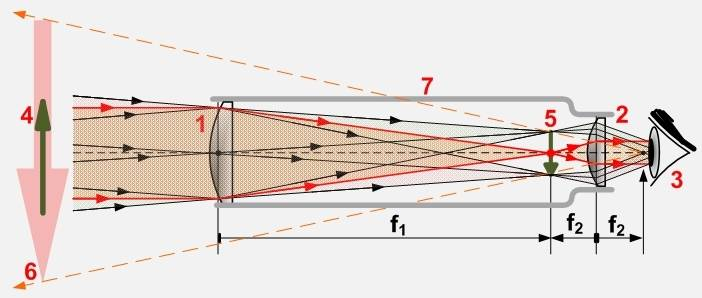
Schéma Keplerova dalekohledu:
1 – objektiv, 2 – okulár, 3 – oko, 4 – předmět, 6 – zvětšený obraz, 7 – tubus; f_{1} – ohnisková vzdálenost objektivu, f_{2} – ohnisková vzdálenost okuláru

První dalekohled si 2. října 1608 nechal patentovat holandský optik Hans Lippershey. Jeho poznatky použil již o rok později známý italský vědec Galileo Galilei a pomocí zdokonaleného dalekohledu, složeného ze spojky a rozptylky učinil řadu převratných objevů, jako jsou Jupiterovy měsíce nebo skvrny na Slunci.

Dalekohled dále zdokonalil Johannes Kepler, který použil dvou spojek. Získal tak sice převrácený, ale ostřejší obraz a do jeho dalekohledu bylo možno vložit například nitkový kříž pro přesnější zaměření. Rozvoj astronomických dalekohledů v 18. a 19. století vedl k dalekohledům stále delším (kvůli zvětšení) i hmotnějším (kvůli světelnosti), které byly stále obtížněji použitelné. Nejdelší refraktory měřily kolem 60 m.

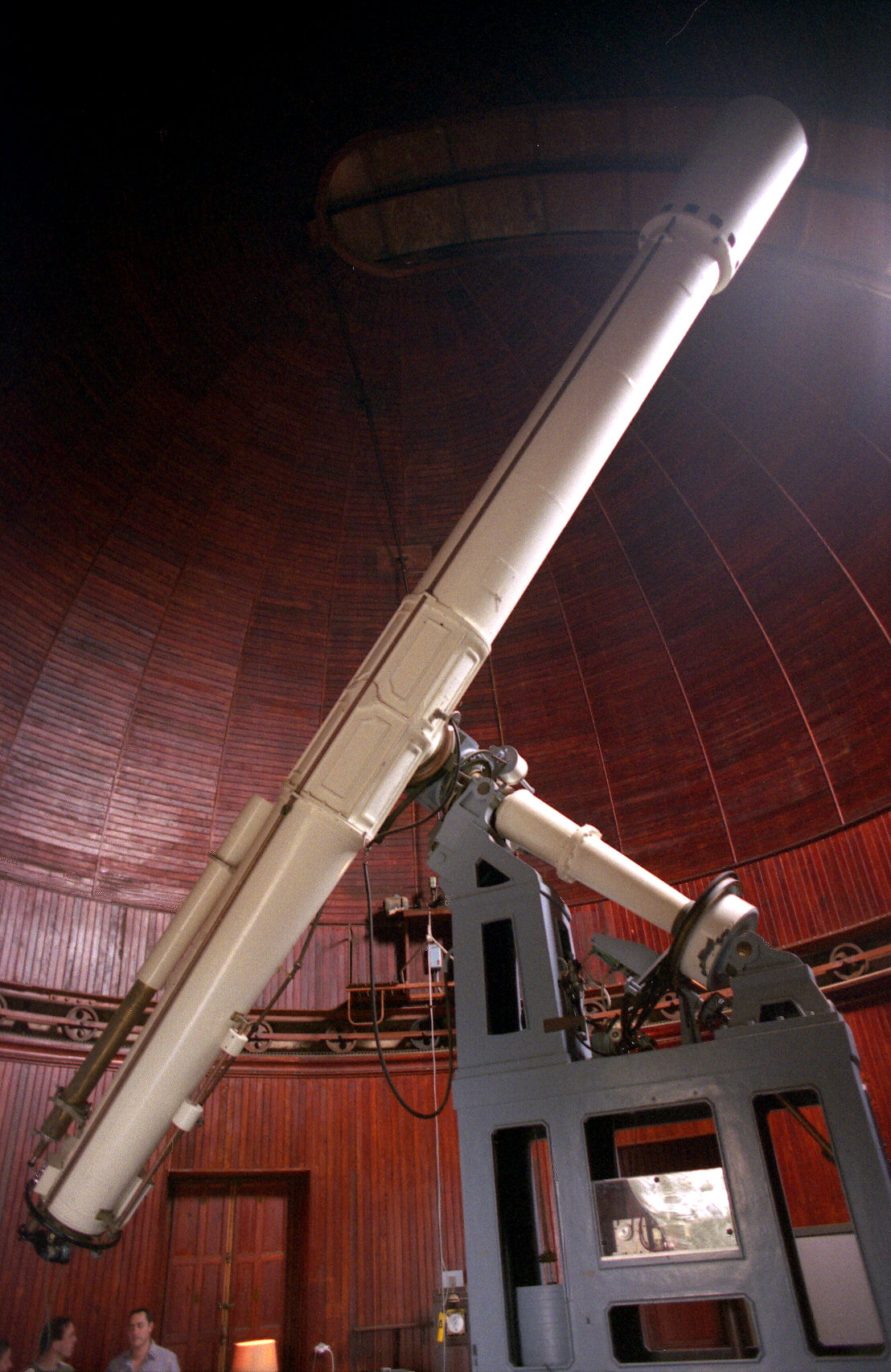
50cm čočkový dalekohled z hvězdárny v Nice

První reflektor, dalekohled se zrcadlem jako objektivem, navrhl Isaac Newton roku 1668 a vyřešil tak problém chromatické čili barevné vady, která vzniká rozdílným indexem lomu pro světlo různé vlnové délky (barvy) v čočce objektivu a projevuje se „duhovými okraji“ pozorovaných předmětů. Od konce 19. století začínají pro astronomické účely převládat reflektory, neboť zrcadla velkých průměrů lze snáze vyrobit a také konstrukce dalekohledu je jednodušší. Největší současné reflektory mají průměr zrcadla kolem 10 m, největší dalekohled v ČR je umístěn v Ondřejově a má průměr zrcadla 2 m. Pro ještě větší projekty se užívá automaticky koordinovaných soustav segmentovaných zrcadel. Také Hubbleův vesmírný dalekohled je reflektor o průměru zrcadla 2,4 m o ohniskové vzdálenosti téměř 60 m.
V poslední době probíhá rychlý vývoj dalekohledů, využívajících techniku adaptivní optiky. Ty umožňují získat velice dobré výsledky i bez nutnosti vyslat dalekohled mimo rušivý vliv zemské atmosféry.

## Různé konstrukce dalekohledů

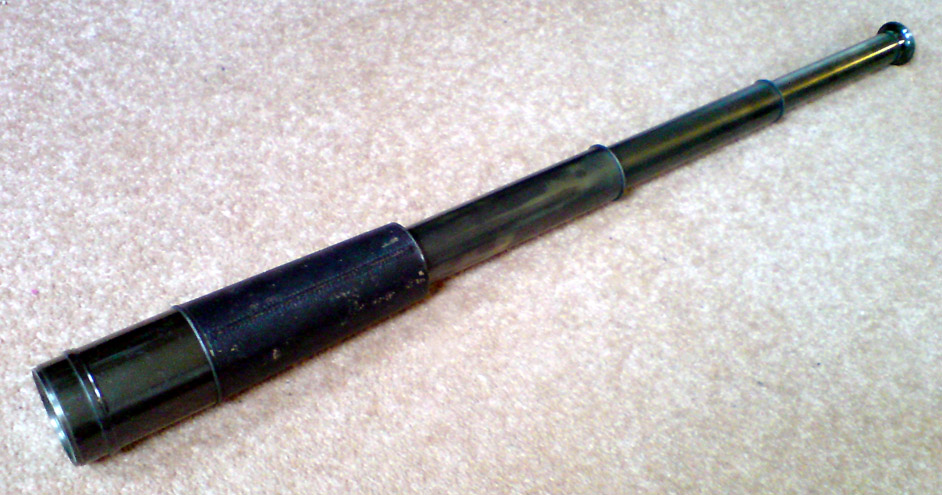
Námořní dalekohled, vysouvací, tzv. teleskopické konstrukce.

V současné době se pro astronomická pozorování používají i jiné než optické dalekohledy, například radioteleskopy, které pracují s elektromagnetickými vlnami větší délky a s anténami.
Čím větší je zvětšení dalekohledu, tím větší nároky se kladou na jejich uložení a upevnění. Zhruba do 10× zvětšení lze dalekohled držet v ruce, pro větší zvětšení je třeba stativ a pro astronomické dalekohledy pevný sloup, zakotvený hluboko do země. Takové dalekohledy se umisťují do velkých a pohyblivých kopulí.

### Přenosné dalekohledy
Pro přenosné pozemní dalekohledy činila potíže jejich délka. U námořních dalekohledů se problém řešil skládáním: zasunovacím tubusem, sama do sebe, a to i vícenásobně. Této konstrukci se tedy všeobecně říká „teleskop“, tedy teleskopická konstrukce. Běžně se dnes mluví například o vytahovací „teleskopické anténě“: Ta však není parabolická, jak by napadlo astronoma, nýbrž jde o prutovou anténu, zato však teleskopicky skládací. A to právě podle zasouvání námořního dalekohledu, běžně též označovaného jako „teleskopický dalekohled“: To pro jeho konstrukci, než pro účel použití.
Definitivním řešením je triedr, kde se mezi okulár a objektiv vkládá dvojice hranolů, takže dráha světla se dvakrát zalomí, tedy prodlouží teoreticky na trojnásobek. Fakticky se však vnitřní optický kužel protáhne jen cca na dvojnásobek. I tak jde o praktické řešení problému s celkovými rozměry dalekohledu a současně se zajištěním vzpřímeného obrazu. Pro účely vojenského i geodetického zaměřování se hranolové dalekohledy opatřují nitkovými kříži: pro přesné zacílení a odhad vzdáleností a výšek porovnáváním vůči známým a změřeným objektům ve známé vzdálenosti a o známých rozměrech.

## Čočkové dalekohledy (refraktory)

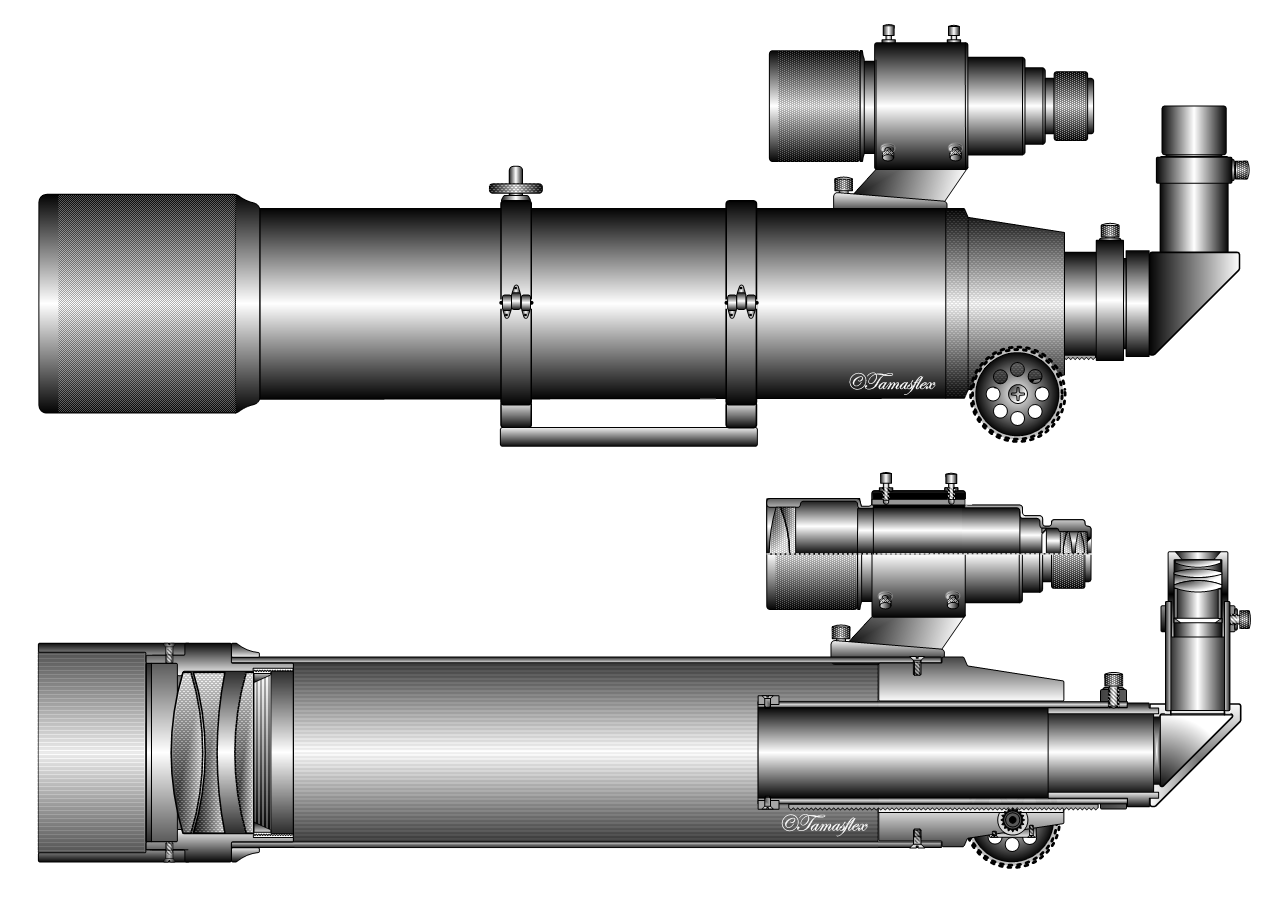
Keplerův dalekohled – refraktor s hledáčkem. Na dolním řezu je vidět jednotlivé čočky i mechanismus zaostřování.

Objektiv refraktoru je čočka nebo soustava čoček, která umožňuje korigovat barevnou vadu (achromát, apochromát). Optická „velikost“ (apertura) objektivu určuje světelnost dalekohledu, ohnisková vzdálenost maximální možné zvětšení.
Pro úhlové zvětšení refraktoru platí vztah
{\displaystyle \gamma ={\frac {f}{f_{0}}}}

### Keplerův dalekohled
Příkladem konstrukce refraktoru může být tzv. hvězdářský (Keplerův) dalekohled. Tento dalekohled je tvořen dvěma soustavami spojných čoček, které mají společnou optickou osu. Objektiv tohoto dalekohledu má velkou ohniskovou vzdálenost {\displaystyle f}, ohnisková vzdálenost okuláru {\displaystyle f_{0}} je malá. Obrazové ohnisko objektivu splývá s předmětovým ohniskem okuláru.
Obraz velmi vzdáleného předmětu vytvořený objektivem se nachází v ohnisku okuláru, přičemž se jedná o obraz skutečný, zmenšený a převrácený. Tento obraz je pak pozorován okulárem jako lupou. Obraz však zůstává převrácený i po zvětšení okulárem, což je nevýhoda tohoto typu dalekohledu, která je však pro astronomická pozorování nepodstatná.
Pro jiná použití, kde by byl převrácený obraz na závadu, se používá modifikace tohoto dalekohledu, nazývaná triedr. V triedru je obraz převrácen zpět pomocí soustavy čtyř rovinných zrcadel, která obvykle tvoří stěny dvou skleněných hranolů.

### Galileův dalekohled

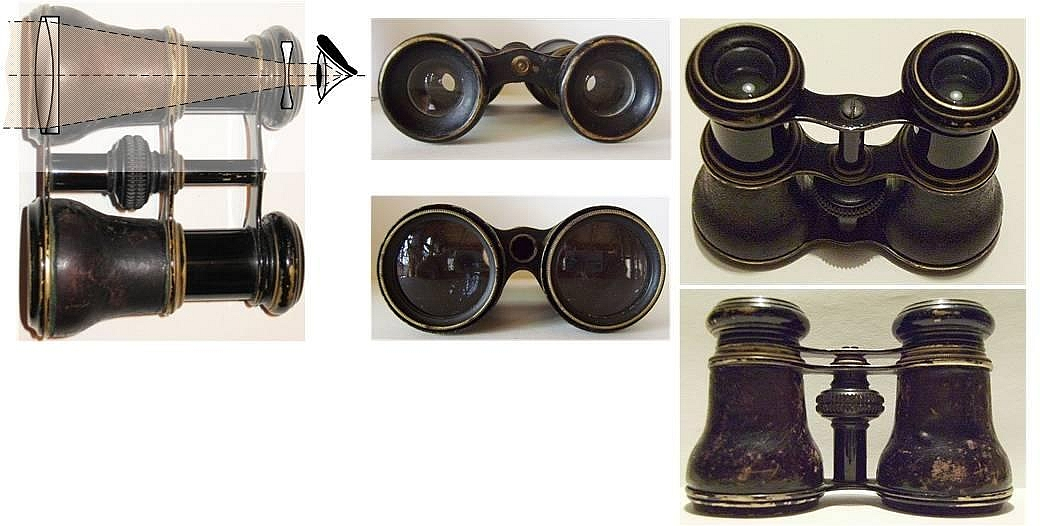
Kukátko – Galileův dalekohled

Poněkud jiný princip je použit v tzv. Galileiho (holandském) dalekohledu. Tento dalekohled je tvořen spojným objektivem, který má velkou ohniskovou vzdálenost {\displaystyle f} a rozptylným okulárem s malou ohniskovou vzdáleností {\displaystyle f_{0}}. Obrazové ohnisko objektivu u tohoto typu dalekohledu splývá s obrazovým ohniskem okuláru.
Tento typ dalekohledu se využívá např. jako divadelní kukátko, které poskytuje zhruba čtyřnásobné zvětšení.

## Zrcadlové dalekohledy (reflektory)

Srovnání velikostí primárních zrcadel astronomických dalekohledů (realizovaných i plánovaných).

Objektivem reflektoru je primární duté zrcadlo kulové, parabolické případně i hyperbolické, jehož plocha určuje světelnost dalekohledu. Obraz předmětu se odráží ještě tzv. sekundárním zrcadlem a pak pozoruje okulárem.
Hlavní výhody reflektorů jsou nepřítomnost barevné vady, snazší výroba velkých zrcadel a výhodnější uspořádání tubusu. Světlo se v nich totiž odráží zrcadly, takže tubus má teoreticky jen poloviční délku a těžké zrcadlo je umístěno na straně pozorovatele, nikoli na vnějším konci tubusu jako objektiv refraktoru.
Správně má mít primární zrcadlo parabolický povrch, ale při malé ploše a velké ohniskové vzdálenosti je kulová plocha dostatečnou aproximací, pokud nelpíme na špičkové kvalitě obrazu. Kulová plocha má výhodu z hlediska nižších nároků na vytvoření, a tím v praxi i nižších výrobních nákladů.

### Cassegrainův dalekohled

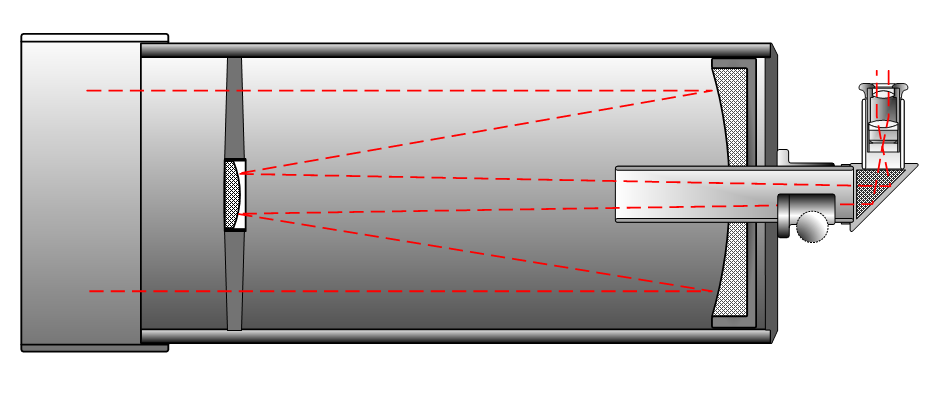
Cassegrainův zrcadlový dalekohled

V Cassegrainově dalekohledu se paprsky odražené dutým primárním parabolickým zrcadlem soustředí do malého vypuklého hyperbolického zrcadla, které je odrazí do okuláru, umístěného v ose dalekohledu; primární zrcadlo musí tedy mít uprostřed otvor.
Navrhl jej sochař Guillaume Cassegrain (1672). Z původní konstrukce vychází řada dalších modifikací – viz níže.
Konstrukčně podobný Cassegrainu je například typ Ritchey-Chrétien, který však jako primární plochu používá plošší hyperbolické zrcadlo a jako sekundární zrcadlo hyperbolické s velkým ohybem. Navíc v ohnisku musí být korekční člen. Takovýto typ dalekohledu však odstraňuje vadu parabolických reflektorů, která se nazývá koma. Typ Ritchey-Chrétien využívá většina velikých dalekohledů současnosti včetně Hubbleova vesmírného dalekohledu.

### Newtonův dalekohled

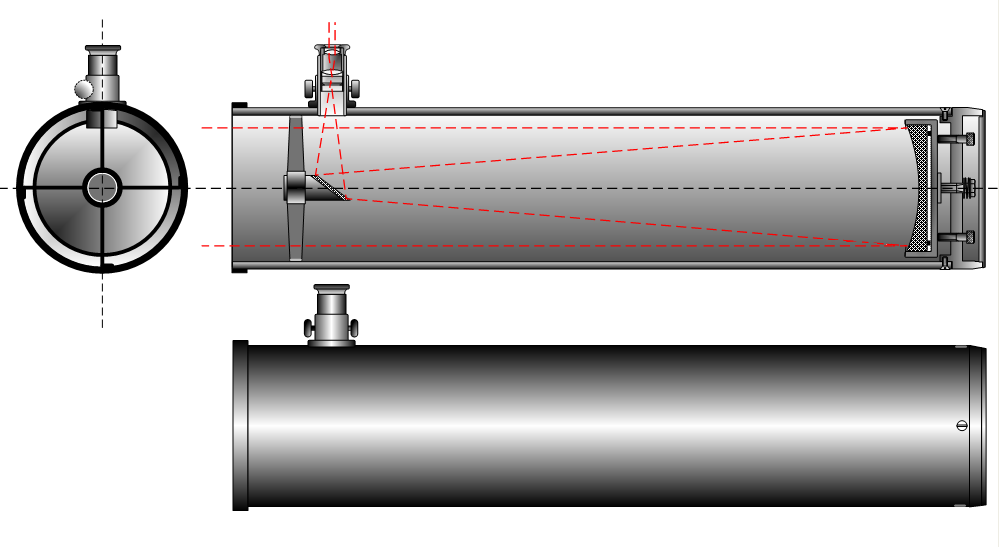
Newtonův zrcadlový dalekohled

V Newtonově dalekohledu se oproti Cassgrainově konstrukci používá rovinné sekundární zrcadlo, které odráží paprsky do okuláru na boku přístroje.
Dalekohled je tvořen tubusem, ve kterém se nachází primární a sekundární zrcadlo. Primární zrcadlo má parabolický tvar a je uloženo ve spodní části tubusu. Přijímá přicházející světlo a odráží ho do svého ohniska, kde je umístěno malé sekundární zrcadlo, které odráží paprsky mimo tubus do okuláru.
Optická soustava dvou zrcadel a okulárů způsobuje, že vzniklý obraz je převrácen stranově a pólově. Je proto vhodný pro astronomická pozorování, kde obrazová převrácenost nevadí. Pro pozemské použití lze okulár doplnit hranoly, které upraví obraz do správné polohy.

## Kombinované systémy zrcadlo/čočka

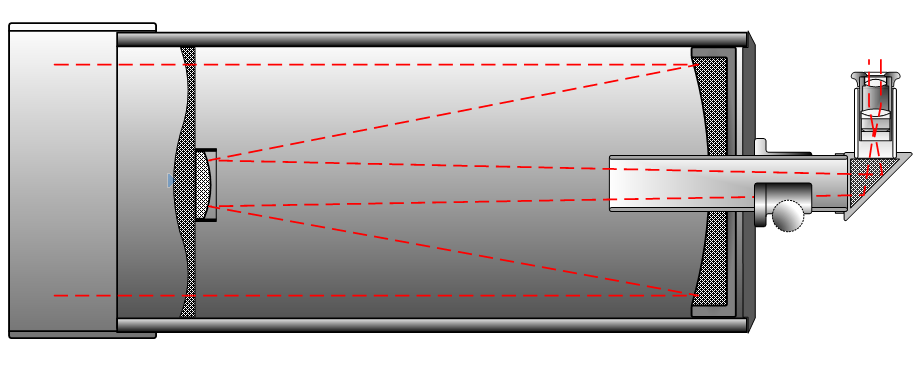
Schmidt-Cassegrainův dalekohled

- Schmidt-Cassegrainův dalekohled má v rovině sekundárního zrcadla předřazenou korekční desku (meniskus) velmi složitého tvaru (v podstatě toroidní rozptylka, kruhová střední část je rovinná pro umístění sekundárního zrcadla), která koriguje různé vady dalekohledu. Deska je opticky umístěna před primárním zrcadlem – paprsky tedy nejdříve procházejí jí a teprve pak dopadají na hlavní zrcadlo. Díky složitému tvaru je meniskus tenčí než u systému Maksutov-Cassegrain.

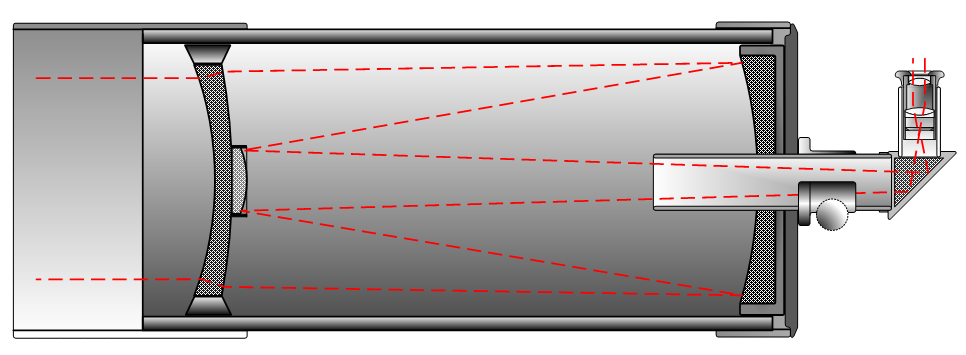
Maksutov-Cassegrainův dalekohled

- Systém Maksutov-Cassegrain – Je historicky následníkem Schmidt-Cassegrainova dalekohledu. Pro zjednodušení jsou optické plochy korekční desky (menisku před primárním zrcadlem) konfigurované do kulového tvaru, takže se poměrně snadno vyrábějí. Primární zrcadlo je také kulové.Výsledkem je poměrně levná výroba. Nežádoucím důsledkem je ale to, že je korekční člen masivní. Maksutov-Cassegrain je použitelný pro fotografii velkých částí oblohy a pro svoji nenáročnost je velmi oblíbený i mezi astronomy amatéry. Je také dobře použitelný pro pozemní pozorování. Systém je omezený právě masivností menisku, proto bývají dalekohledy relativně menších průměrů a proto mají i menší světelnost.
- Dalekohled Schmidt-Newton má v rovině sekundárního zrcadla předřazenou korekční desku (meniskus) velmi složitého tvaru stejnou jako Schmidt-Cassegrain, jejíž funkce je shodná – omezuje sklenutí pole a komu. Sekundární zrcadlo je také v jednom konstrukčním celku s tímto meniskem, ale odklání paprsek ven z tubusu kolmo na předmětnou osu stejně jako klasický Newtonův dalekohled.Stejně jako tento systém ale pochopitelně nemá otvor v primárním zrcadle, což zjednodušuje jeho provedení.Na druhou stranu je díky tomu při srovnatelné optické délce (ohnisku) hlavní tubus téměř dvojnásobně dlouhý.

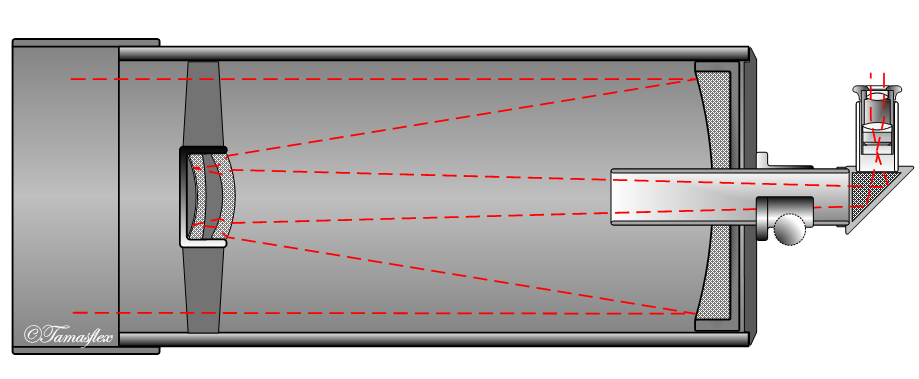
Klevcovův dalekohled

- Klevcovův dalekohled má korekční člen umístěn před sekundárním zrcadlem. Sekundární zrcadlo tvoří s korekčním meniskem konstrukčně jeden celek. Meniskus má tvar mezikruží čočky se středovým otvorem, kudy prochází paprsek od druhého zrcadla směrem k okuláru. Aktivní částí menisku prochází paprsek před dopadem na sekundární zrcadlo.
- Systém Ritchey-Chretien používá obě zrcadla hyperbolického tvaru. Tím koriguje velkou část vad a odstraňuje vložený meniskus. Systém je však náročný na výrobu. Nejznámější takto konfigurovaný je HST – Hubbleův vesmírný dalekohled (u něj se také projevil problém s výrobou, kdy bylo nepřesně vybroušeno primární zrcadlo, což zejména zpočátku znemožňovalo většinu měření). Chystané největší pozemní optické přístroje budou také používat tento systém.

Systém Coudé není přímo typem dalekohledu, ale systémem nastavení dráhy paprsku po průchodu sekundárním zrcadlem – nejčastěji se mluví o coudé ohnisku konkrétního dalekohledu. Velké dalekohledy mohou mít k dispozici více ohnisek podle toho, jaké vesmírné objekty chceme pozorovat a co na nich chceme měřit (fotografovat je, získávat spektrum aj.). Systém Coudé umístěním dalších zrcadel svede paprsky do pevně umístěného ohniska v polární ose montáže dalekohledu.

## Největší teleskopy v Česku
V Česku je pět vědeckých dalekohledů s průměrem větším než půl metru.
- Perkův dalekohled – průměr zrcadla dva metry, observatoř v Ondřejově Astronomického ústavu Akademie věd, od roku 1967,
- Klenot – průměr zrcadla 106 cm, observatoř na Kleti, od roku 2001,
- Mayerův dalekohled v Ondřejově – průměr zrcadla 65 cm,
- Dalekohled observatoře MUNI – průměr 60 cm, observatoř Masarykovy univerzity v Brně, (v areálu Hvězdárny a planetária Brno) od roku 1954,
- 2. teleskop na Kleti – průměr 57 cm.

Tyto největší teleskopy doplňuje dalekohled ve Rtyni v Podkrkonoší s průměrem asi 82 cm, který je však soukromý a neslouží vědeckým účelům. 